# Nahuel (nombre)
Nahuel es un nombre propio castellanizado que procede de la palabra nawel que en idioma mapuche nombra a un felino americano, tal vez el jaguar (Panthera onca), aunque no es un animal presente en las áreas en que se habla o habló este idioma. Se utiliza como nombre propio masculino en Argentina, Chile y Uruguay.